# سپیده‌دم (کتاب)
سپیده‌دم (به آلمانی: Morgenröthe) نام یک کتاب ادبی است که توسط فردریش نیچه، نویسندهٔ اهل آلمان نوشته شده‌است.